# Roger Bourgarel
Pour les articles homonymes, voir Bourgarel.

a Compétitions nationales et continentales officielles uniquement.

b Matchs officiels uniquement.
Roger Bourgarel dit La Flèche noire, né le 21 avril 1947 à Toulouse, est un joueur français de rugby à XV, qui a occupé le poste de trois-quarts aile droit au Stade toulousain et en équipe de France.

## Biographie
D'ascendance antillaise, il est le sixième joueur de couleur sélectionné dans le quinze de France, après Constantin Henriquez du Stade français aux Jeux olympiques de 1900, Georges Jérome (natif de Cayenne) et le pilier André Vergès (métis) eux aussi du Stade français en 1906, Henri Isaac du Racing Club de France en 1907 et 1908, et René Menrath du SCUF, arrière pour le 1er match du XV de France dans le Tournoi des Cinq Nations 1910.
Roger Bourgarel participe à la tournée de l'équipe de France en Afrique du Sud en 1971. Sa présence, qui posait problème parce qu'il était noir et que la tournée aurait lieu en plein apartheid, est finalement imposée par le président de la fédération française de rugby, Albert Ferrasse, et acceptée par le président de la fédération sud-africaine de rugby, Danie Craven, grand ami de Ferrasse. Durant cette tournée, Bourgarel joue les deux test-matchs, aux côtés de son capitaine Jean Trillo. Il marque un essai lors du premier, et est pris dans la bagarre générale lors du second ; il est immédiatement secouru par Claude Dourthe, avant que Benoît Dauga ne ramène enfin le calme. 
Il se blesse gravement aux genoux lors de la saison 1973-1974. Il ne pourra pas reprendre sa place au Stade toulousain, barré à son poste par Guy Novès.
Il continuera sa carrière de joueur ensuite dans des petits clubs comme Miramas, Cornebarrieu et enfin Caraman où il deviendra entraîneur joueur. Il jouera son dernier match à l'âge de 57 ans.
Après avoir été conseiller bancaire, il devient charpentier, puis conseiller municipal, et enfin maire de Prunet en Haute-Garonne, depuis juin 2020.
Le stade omnisports de Caraman en Haute-Garonne porte son nom.

## Palmarès
En équipe nationale
- Tournoi des Cinq Nations en 1970 (ex aequo avec le pays de Galles)

Avec le Stade toulousain
- Championnat de France de première division :
  - Vice-champion (1) : 1969
- Challenge Yves du Manoir :
  - Finaliste  (1) : 1971

## Statistiques en équipe nationale
- 9 sélections en équipe de France, de 1969 à 1973 - Dernier match en janvier 1973 contre l'Écosse victoire 16 à 13
- Tournée en Afrique du Sud en 1971